# Łabonary
Łabonary (lit. Labanoras) – najmniejsze miasteczko na Litwie, w okręgu wileńskim, w rejonie święciańskim. Siedziba gminy Łabonary i dyrekcji Łabonarskiego Parku Regionalnego.
Miejscowość położona przy drodze Malaty-Ignalino. Znajduje się tu kościół i niewielka poczta.
W 1387 roku król Władysław II Jagiełło nadał wieś Łabonary na uposażenie biskupstwu wileńskiemu. Miasto Łabonary położone były w końcu XVIII wieku w powiecie wiłkomierskim województwa wileńskiego.

## Galeria

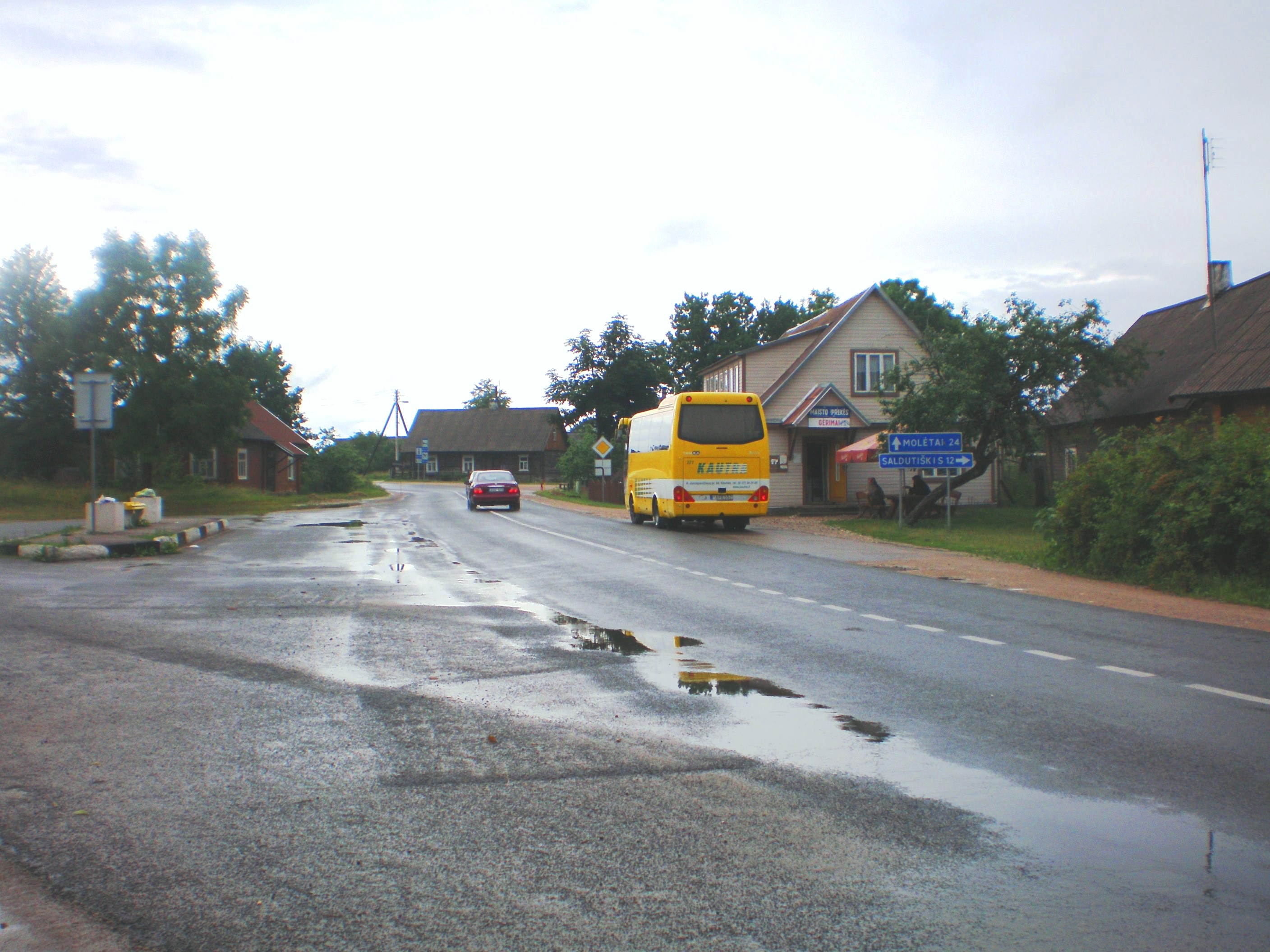
Centrum miasteczka
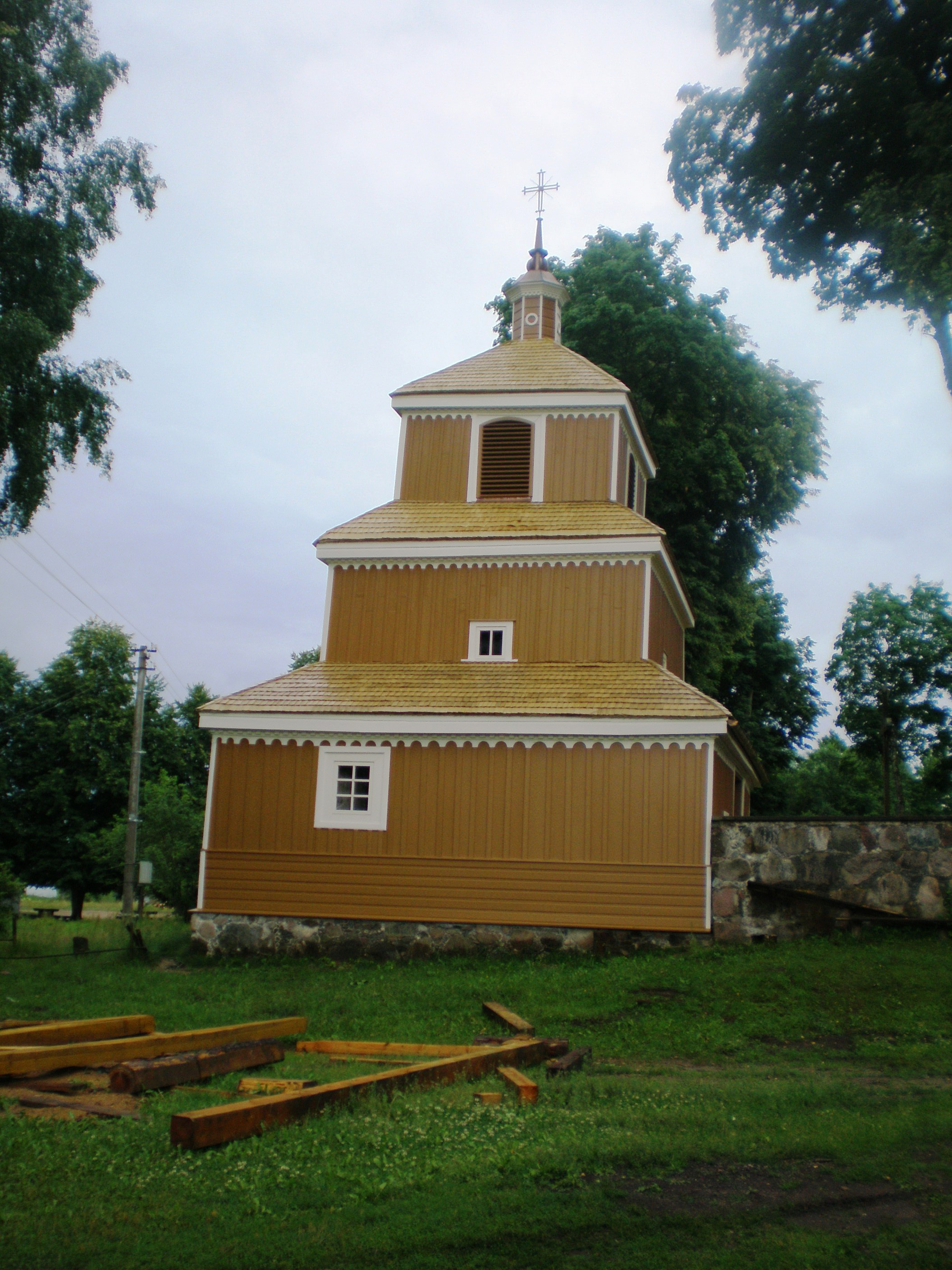
Dzwonnica kościoła
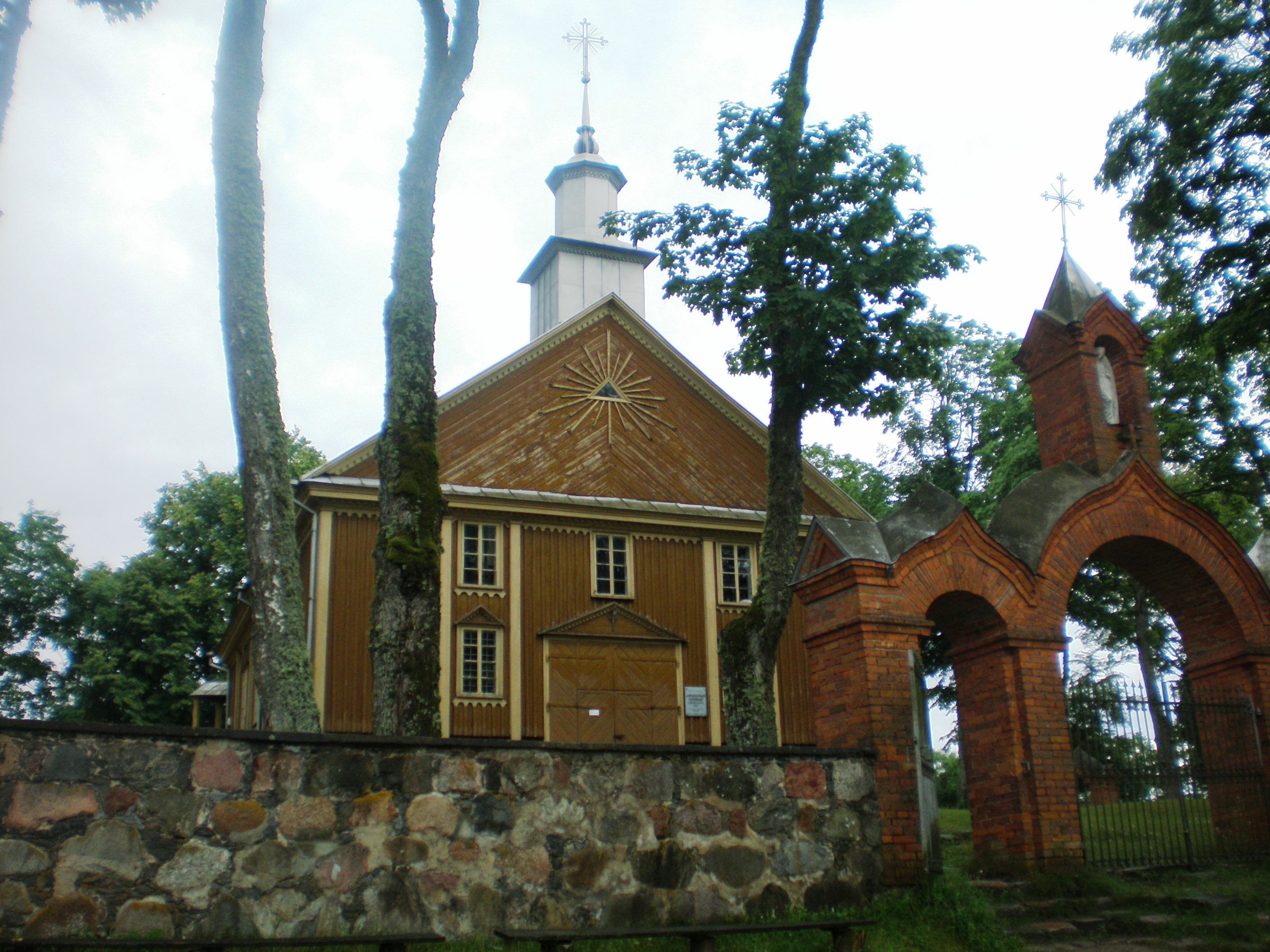
Kościół w Łabonarach